# Lucas Valley-Marinwood
Lucas Valley-Marinwood är en ort (CDP) i Marin County, i delstaten Kalifornien, USA. Enligt United States Census Bureau har orten en folkmängd på 6 094 invånare (2010) och en landarea på 14,8 km².